# Søren B. Nielsen
Søren B. Nielsen (* 22. Februar 1970) ist ein ehemaliger dänischer Badmintonspieler.

## Karriere
Søren B. Nielsen wurde bei den French Open 1993 Zweiter im Herreneinzel hinter dem Indonesier Hendrawan. 1994 gewann er die Einzelkonkurrenz beim Hamburg Cup. Ein Jahr später nahm er an der Badminton-Weltmeisterschaft teil und wurde dort 65. Bei den Swedish Open 1996 belegte er Rang drei.